# Объединённая группа экспертов по фотографии
Объединённая группа экспертов по фотографии (англ. Joint Photographic Experts Group, JPEG) — совместная рабочая группа (комитет), образованная Международной организацией по стандартизации (ИСО), Международной электротехнической комиссией (МЭК) и Международным консультативным комитетом по телеграфии и телефонии (МККТТ) (с 1993 года — Сектор стандартизации электросвязи Международного союза электросвязи (МСЭ-Т)) с целью разработки эффективных цифровых форматов сжатия для фотографических (и подобных им) изображений.

## Разработанные стандарты
- JPEG — сжатие изображения с потерями,
- JPEG 2000 — расширение предыдущего,
- JPEG-LS — сжатие изображения без потерь,
- MRC[англ.] — сегментация изображения,
- JPEG XR (совместно с Майкрософт) — новый формат сжатия, расширение JPEG,
- JPEG XL — новый формат кодирования изображений как замена JPEG.